# 日野資勝
日野 資勝（ひの すけかつ、天正5年（1577年） - 寛永16年6月15日（1639年7月15日））は、戦国時代から江戸時代前期にかけての公家。日野家の第29代当主。権大納言・日野輝資の子。母は津守国繁の娘。

## 生涯
慶長4年（1599年）参議、同16年（1611年）権中納言、同19年（1614年）正二位権大納言となる。後水尾天皇譲位に際し武家伝奏の中院通村が幕府の譴責を受け辞任すると、父の輝資が武家昵近衆として徳川家康の知遇を受けたことから、寛永7年（1630年）にその後任となり朝幕間の斡旋に努め、同16年（1639年）まで在職した。
その日記『資勝卿記』は、１0年にわたる武家伝奏在任期の記録も残され、江戸前期の朝幕関係を知る貴重な資料となっている。資勝はまた、後水尾上皇の立花会の重要メンバーであり、当時流行したた椿栽培においても珍種「日野椿」の栽培で知られる。法名は涼源院。嫡子の日野光慶が家督を継いだ。